# Nachodka
Nachodka è una città della Russia nell'estremo oriente russo, situata nel Territorio di Primorje a poca distanza da Vladivostok. La città risale al 1859, quando l'equipaggio di una nave russa, durante una tempesta, scoprì la baia.
Rimasta per quasi un secolo un villaggio o poco più, Nachodka si è sviluppata dopo il 1950 più che altro in funzione del porto Vostočnyj, porto commerciale aperto poiché quello di Vladivostok, era diventato militare.
La città è stata dichiarata di recente zona economica speciale. Nachodka è il capolinea orientale della ferrovia Transiberiana, per il traffico passeggeri.
| 1959   | 1970    | 1979    | 1989    | 1992    | 2002    | 2007    | 2017    |
| ------ | ------- | ------- | ------- | ------- | ------- | ------- | ------- |
| 64 000 | 104 000 | 133 200 | 152 000 | 165 500 | 148 826 | 170 000 | 151 420 |

## Galleria d'immagini

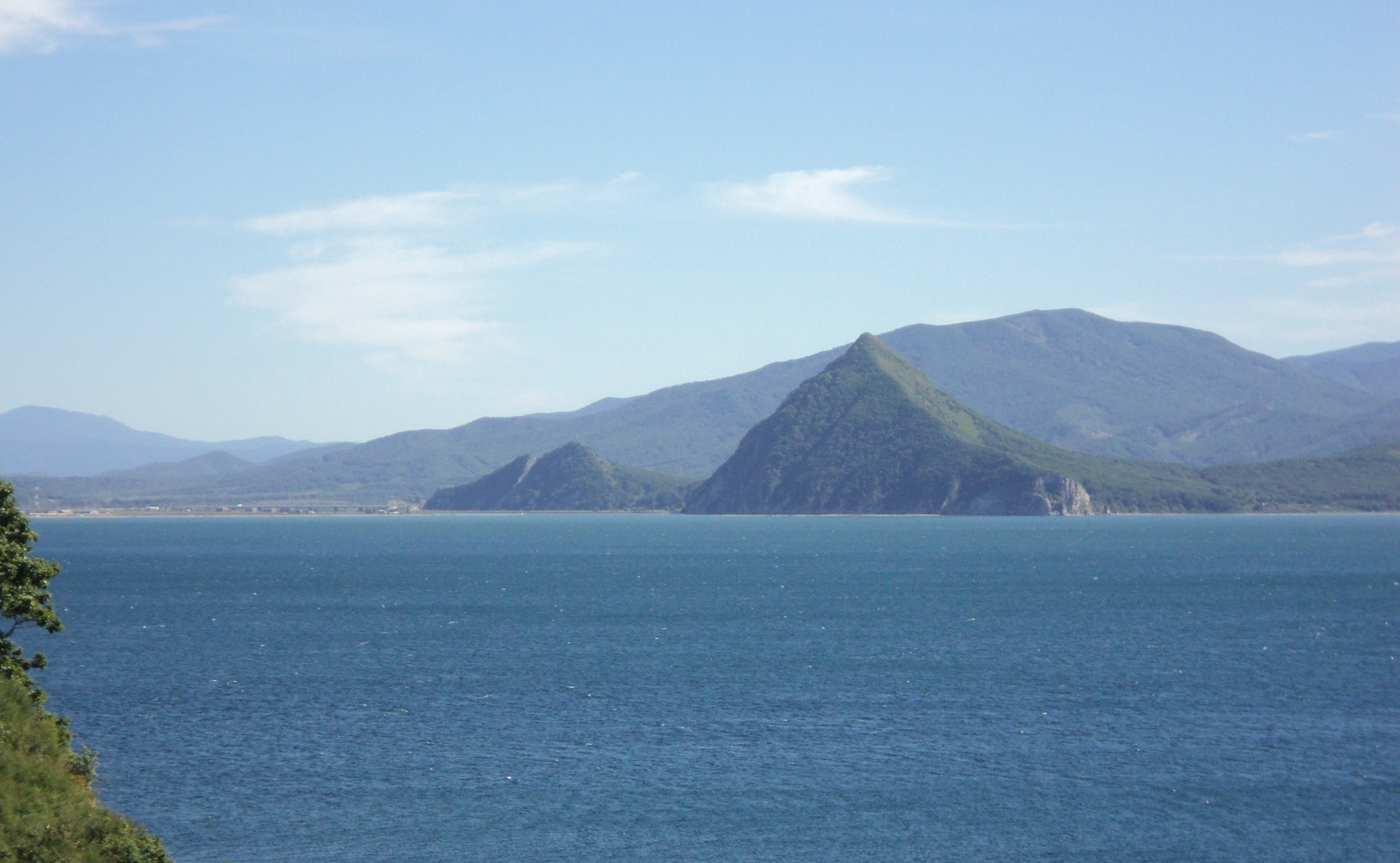
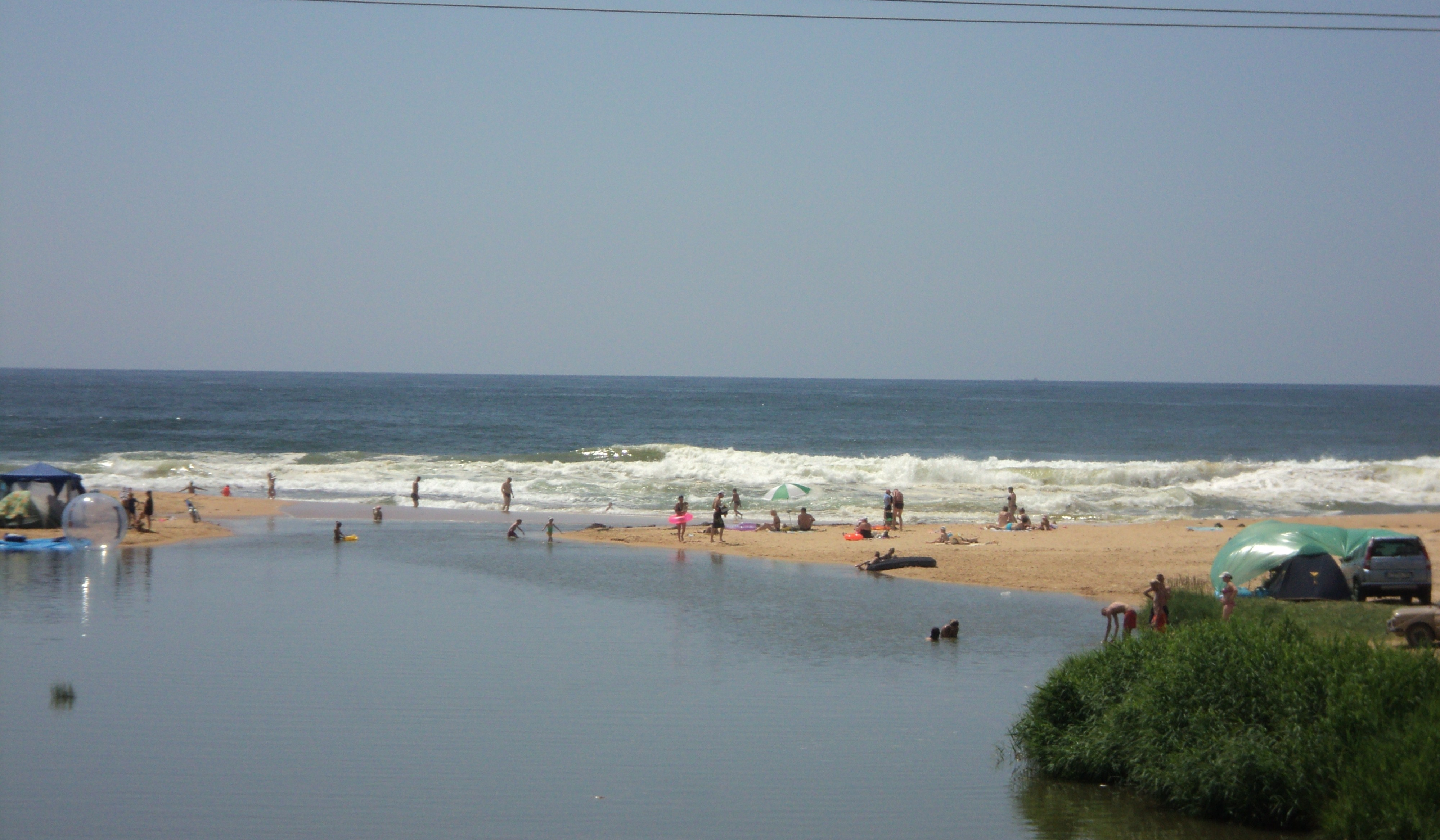
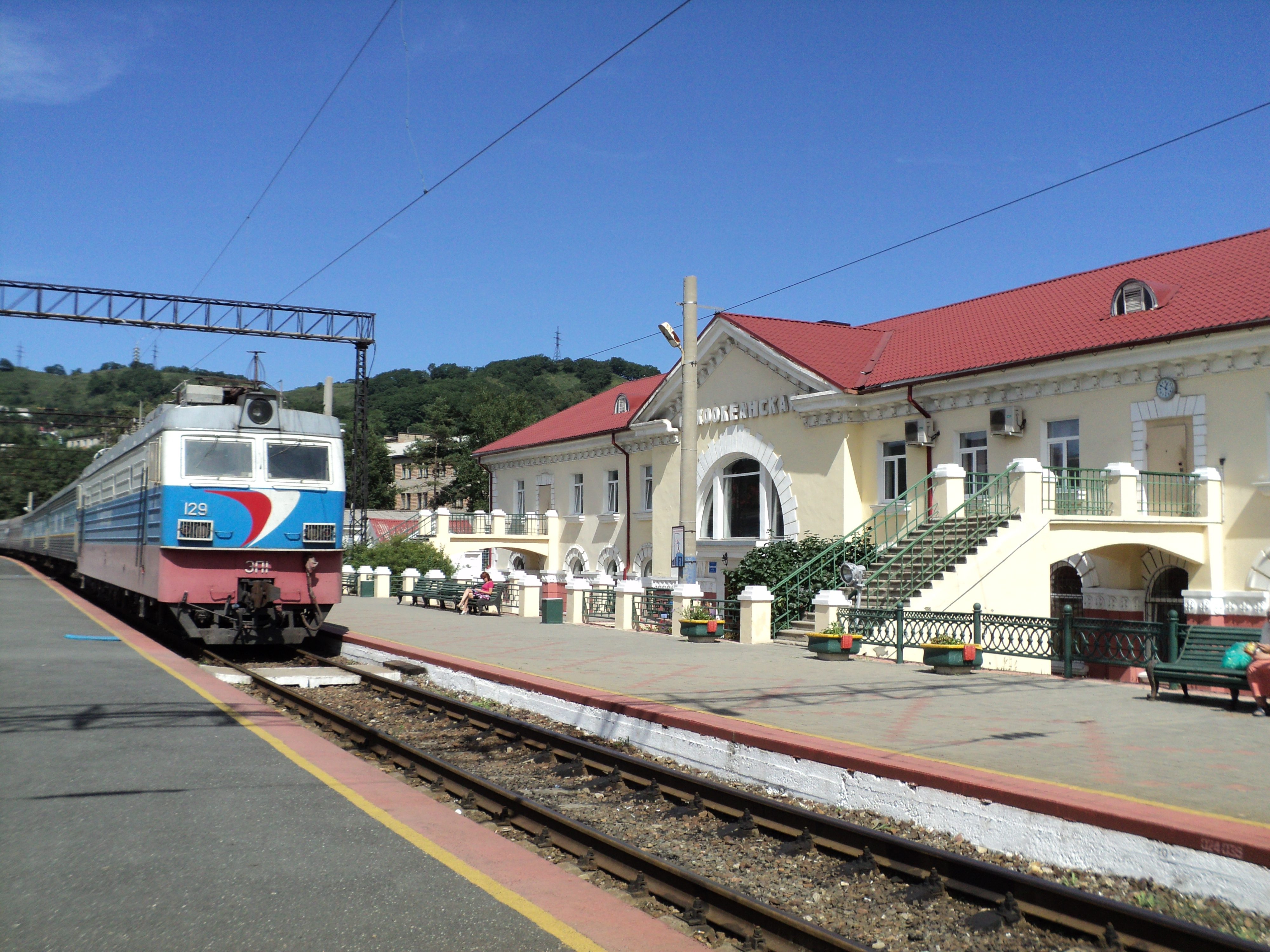
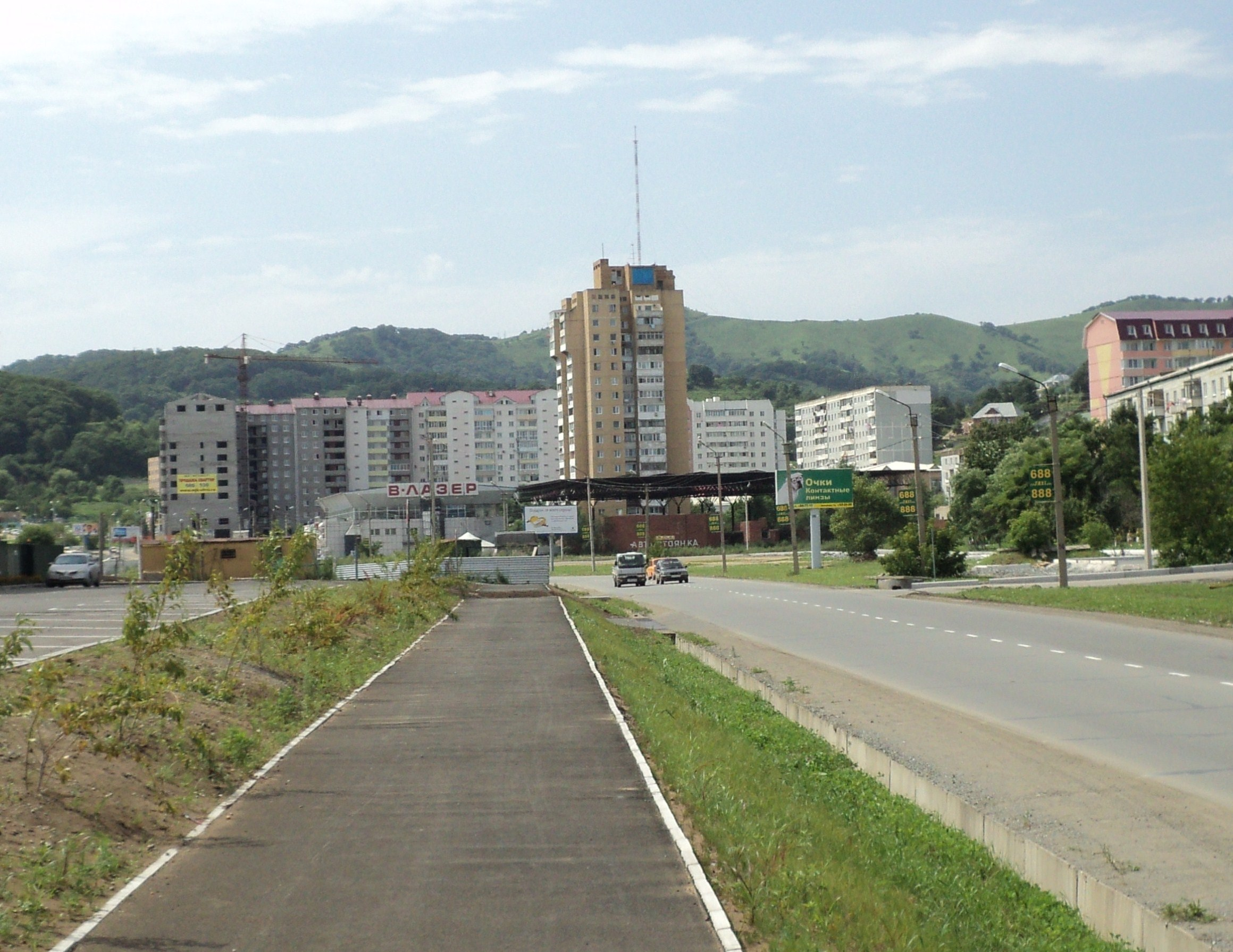